# Старий Акбуляк
Старий Акбуля́к (рос. Старый Акбуляк, башк. Иҫке Аҡбүләк) — присілок у складі Караідельського району Башкортостану, Росія. Адміністративний центр Староакбуляківської сільської ради.
Населення — 502 особи (2010; 546 у 2002).
Національний склад:
- башкири — 94 %